# Maxton (Karolina Północna)
Maxton – miasto w Stanach Zjednoczonych, w stanie Karolina Północna, w hrabstwie Robeson.